# 胡鴻仁
胡鴻仁，台灣資深新聞工作者，國立政治大學外交學系、國立政治大學政治研究所畢業，曾任美洲中國時報採訪主任、中國時報採訪主任、中時晚報總編輯、時報周刊社長、中國時報副社長、中時媒體集團董事兼執行長、民眾日報社長、大碩青年關懷基金會執行長、中華日報社長、上報首任社長兼總經理。